# Hiei (1878)
La Hiei (比叡  Hiei?) fue el segundo y último buque de la Clase Kongō de corbetas acorazadas de vapor y vela de la Armada Imperial Japonesa. La corbeta Hiei recibió su nombre del monte Hiei, localizado a las afueras de Kioto (Japón).

## Construcción y características
La Hiei fue diseñada por el arquitecto naval británico Sir Edward James Reed y fue botada en los astilleros Milford Haven, de los muelles de Pembroke, en Gales, Reino Unido, el 11 de junio de 1877. Era una corbeta con aparejo de tres palos y un motor de vapor de doble expansión con seis calderas a una sola hélice.

## Historia operacional

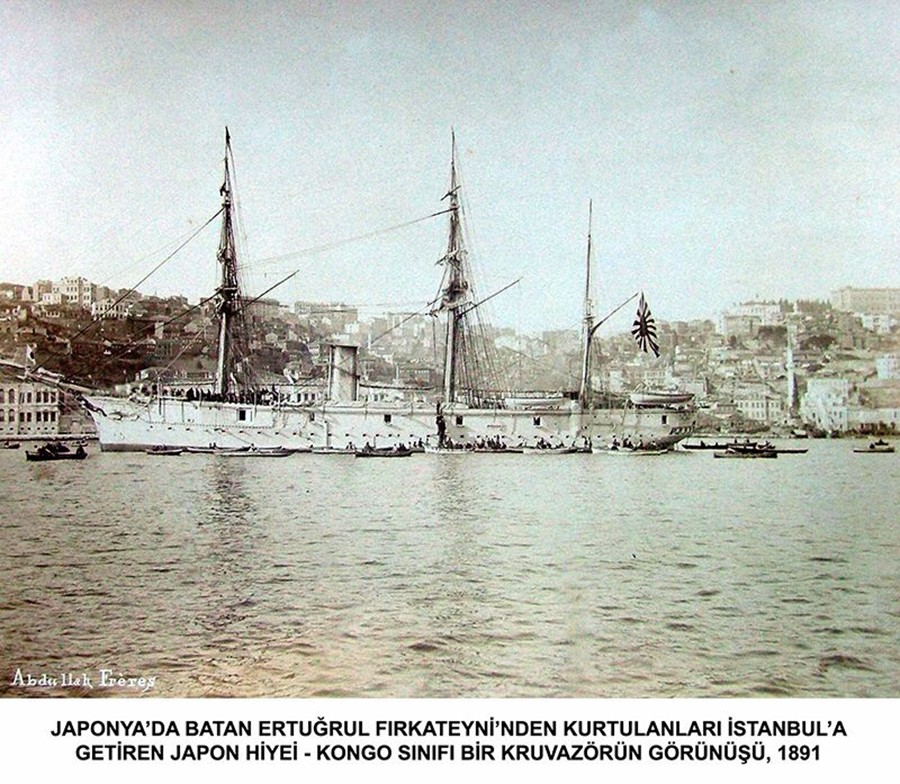
Una vista del Hiei japonés, una corbeta de clase Kongō que llevó a los supervivientes de la fragata Ertuğrul que se hundió en Japón a Constantinopla (ahora Estambul), 1891.

Alistada el 25 de febrero de 1878, llegó a Yokosuka el 22 de mayo de 1878, tras su primer crucero desde Inglaterra, con tripulación británica y el futuro almirante Tōgō Heihachirō a bordo, que había finalizado seis años de estudio en Reino Unido.
Desde el 8 de abril de 1880 al 17 de septiembre de 1880, la Hiei realizó uno de los primeros viajes de entrenamiento de larga distancia de Japón, visitando la India, Persia y varios puertos en el sudeste de Asia. Nuevas misiones de entrenamiento, extendiéndose hasta el Mediterráneo, protagonizó el buque en 1889, 1890, 1891, 1897 y 1899.
Debido a las tensiones diplomáticas entre Japón y la dinastía Chosŏn de Corea, creadas tras los asesinatos de diversos miembros de la embajada japonesa en Seúl durante el Incidente Imo (Revuelta de militares coreanos en Inchon, 23 de julio de 1882), la Hiei fue asignada a patrullar las costas de Corea, en una demostración de fuerza, en el verano de 1882. 
La Hiei entró en combate en la primera guerra sino-japonesa, y fue dañada en la batalla del río Yalu.
El 21 de marzo de 1898, la Hiei fue reclasificada como cañonero de 3.ª clase, y fue utilizada en labores de vigilancia y patrulla costera.
Durante la guerra ruso-japonesa, la Hiei fue enviada como buque de defensa a Maizuru (Kioto), y más tarde a Port Arthur (actual Lüshunkou), tras la caída de esta base en manos japonesas.
Tras el final de la guerra, la Hiei fue asignada a servicios de vigilancia hasta el 1 de abril de 1911, cuando fue dada de baja.

## Anexos
- Anexo:Buques de la Armada Imperial Japonesa